# 8·10 성남민권운동
8·10 성남민권운동은 1971년 8월 10일부터 8월 12일까지 경기도 광주군(지금의 경기도 성남시)의 개발 지역 주민 수만 명이 벌인 시위와 폭동을 말한다. 서울시의 판자촌 주민들을 지금의 성남 수정구와 중원구로 강제 이주시키는 과정에서 정부와 서울특별시의 일방적, 폭력적 행정행위, 각종 시설 미비 및 주민생활 개선 약속 불이행 등에 항거하여, 공권력을 해체한 뒤 도시를 점령하면서 폭동 사태가 빚어졌다.
과거 광주대단지 사건, 광주대단지사태, 광주대단지폭동, 광주대단지 항쟁 등으로 불렸다. 2021년 6월 28일에 논의 끝에 현재의 이름 '8·10 성남민권운동으로 명칭이 변경되었다. 광주대단지란 서울시의 빈민가 정비 및 철거민 이주사업의 일환으로 계획된 위성도시로 지금의 경기도 성남시 중원구·수정구 일대이다.
사건 발생 초기에는 3만 명의 시위대가 몰렸으나 그날 5만명이 성남출장소를 점거한 뒤 10만 명 이상으로 폭동 참여 시민이 폭증하면서 박정희 대통령은 내무부장관과 서울특별시장, 경기도지사를 파견하여 주민들에게 사과하고 요구조건을 수용함으로써 3일만에 진정되었다.

## 원인
박정희 정권은 조금씩 팽창하던 서울특별시의 인구와 공장을 이동, 분산 수용하기 위해 서울 중심부에서 동남방 반경 20km 지점에 위치한 경기도 광주군 중부면 중·후에 성남시 수정구·중원구에 편입된 지역 일대 350만여 평에 6개년에 걸쳐 신흥 위성도시를 건설할 계획을 추진하고 이 지역에 경기도 광주군 성남출장소를 설치했다가, 시·군과 같은 격의 경기도 성남출장소를 설치했다. 1960년대 후반에 서울특별시는 도시 재개발 계획에 의하여 생겨난 철거민들의 이주를 위해 경기도 광주군에 대규모 이주단지를 조성하였다.
1968년부터 35만 평 규모의 대단지를 조성하여
1969년부터 대다수가 청계천, 영등포와 용산 등지의 무허가 판자촌 강제 퇴거 주민 출신인 21,372가구, 101,325명을 강제 이주시켰고, 1971년 8월까지 25,267세대 124,356명에게 토지 분양과 일터를 약속하고 이주시켰다. 1971년 당시 성남출장소 지역의 인구 수는 약 14만여 명으로 집계되었다.
당시 농촌에서 서울로 이주한 사람들 가운데 일부는 대기업이나 중소기업에서 일했지만, 대다수는 건설 일용노동직, 비정규직, 하층 판매직, 단순 임시노동자들이었다. 그러나 철거민들의 주거지 조성 과정에서 땅투기, 분양권 분배와 입주 과정에서 토지 투기가 만연하거나, 생계수단 미비 등의 문제가 발생하였다. 이러한 상황은 서울시가 부족한 단지조성 재원을 개발 차익을 통해 확보하고자 했던 것에서 비롯했고, 결과적으로 수많은 부동산업자와 투기꾼들이 몰리게 되었다.

## 경과

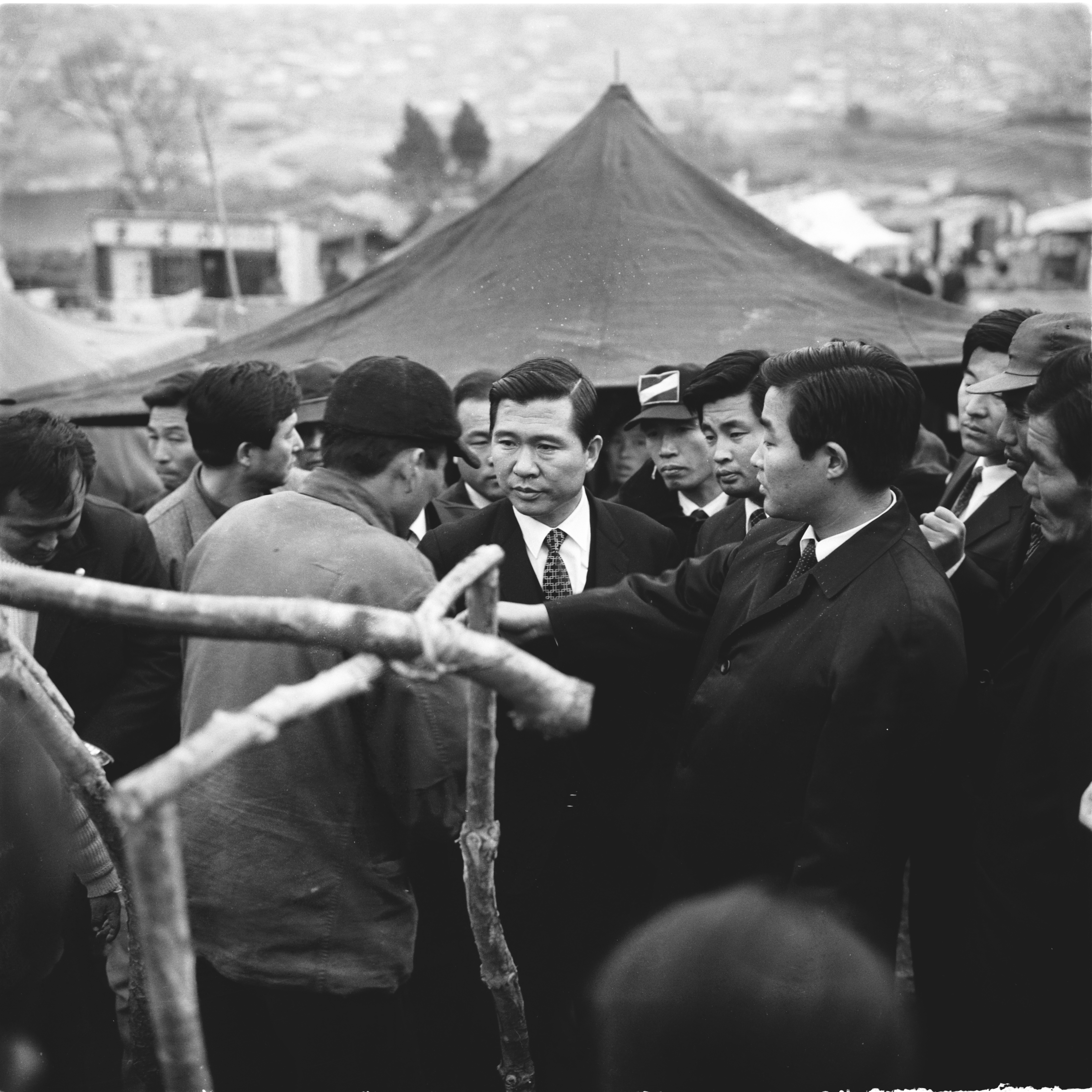
1970년 12월 광주 대단지 사건 현장을 방문한 김대중 신민당 대통령 후보

그 뒤 서울특별시 철거 이주민에게 우선 분양권이 주어진다는 계획과는 정반대로 철거이주민의 분양권이 불법전매되는 사태가 발생했다. 중간에서 투기꾼과 업체들이 몰려 철거 이주민 우선 분양권은 외지인에게 넘어갔고, 당시 불법전매된 분양권으로 이주한 가구가 단지 내 21,372가구의 약 30％에 달하는 6,343가구였다.
이주지역 내에는 대부분이 도시빈민이던 주민의 생계수단이 전혀 마련되지 않았다. 당초 일터 제공을 약속하겠다는 정부와 서울특별시의 약속과는 다르게 주변에는 공장 지역도 없었고 상가 단지도 전혀 조성되지 않았으며, 버스와 교통편 역시 확충되지 않고 기존의 농촌 마을버스만이 수 대 다니고 있었던 것이다. 교통이 불편해 생계수단이 있는 서울 시내를 왕래할 수 없었을 뿐만 아니라 이들 대부분이 손수레와 행상으로 어렵게 생계를 유지하는 처지여서 차량으로 이동할 정도로 먼 거리에 거주하는 것 자체가 불가능했다. 서울로 나가는 차편도 없는 황량한 곳에서 먹고 살아갈 터전도 제공되지 않아 이들의 생활 형편은 최악의 상황으로 치달았다. 산천초목만 무성한 야산과 들판에 무작위로 내쫓겨 내버려진 것이나 다름없었다. 사전에 이러한 사정을 고려한 철거민은 이주분양권을 불법전매하고 서울시내의 다른 지역에 다시 무허가로 정착했다.
광주 대단지는 아직 기반 시설조차 미비해서 식수나 화장실 조차 건립되지 않아 제대로 준비되지 않은 상태였다. 행정당국은 이러한 문제들에 대한 감독과 감시에 태만하였고, 주민의 의견 수렴 방안이나 근본적인 대책을 마련하지 않은 채 광주 대단지 건설을 무리하게 강행했다.
행정당국은 전매입주자들에게 이주민 분양가의 40~80배에 해당하는 평당 8,000~16,000원의 지가를 일시에 불입할 것과 이주 초기 단지 내 주민들에게 과중하게 부과된 각종 세금납부를 독촉했고, 주민들의 분노는 폭발하였다. 일터를 요구하는 철거민 및 입주민들의 강한 불만과 교통편을 우선 제공해달라는 요구는 철저히 묵살되었고, 수도, 전기, 전화, 도로 등의 사회 기반 시설의 계획량의 20% 수준도 미치지 못한 상황이었기 때문이다.

## 점거 농성

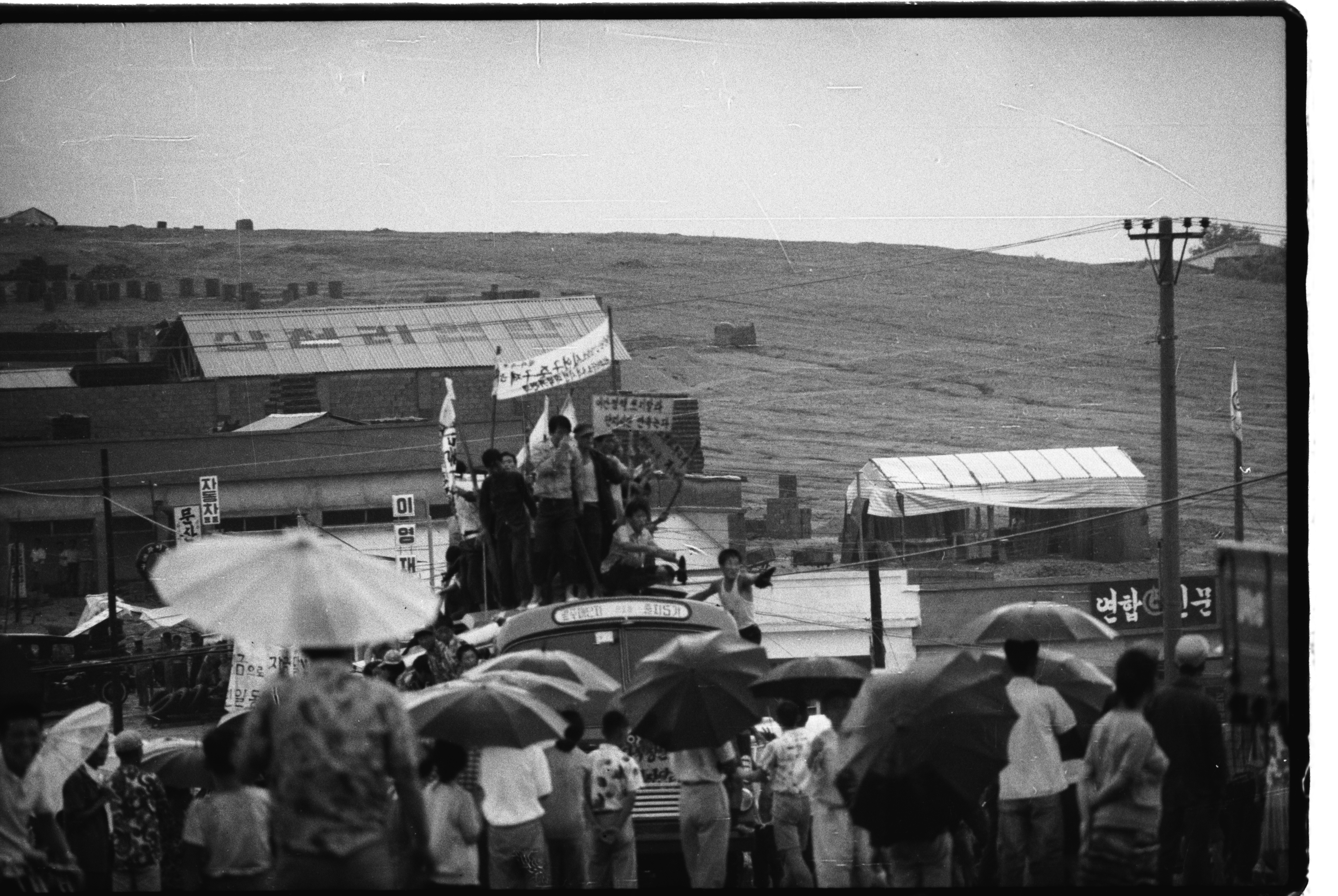
시위중인 이주민

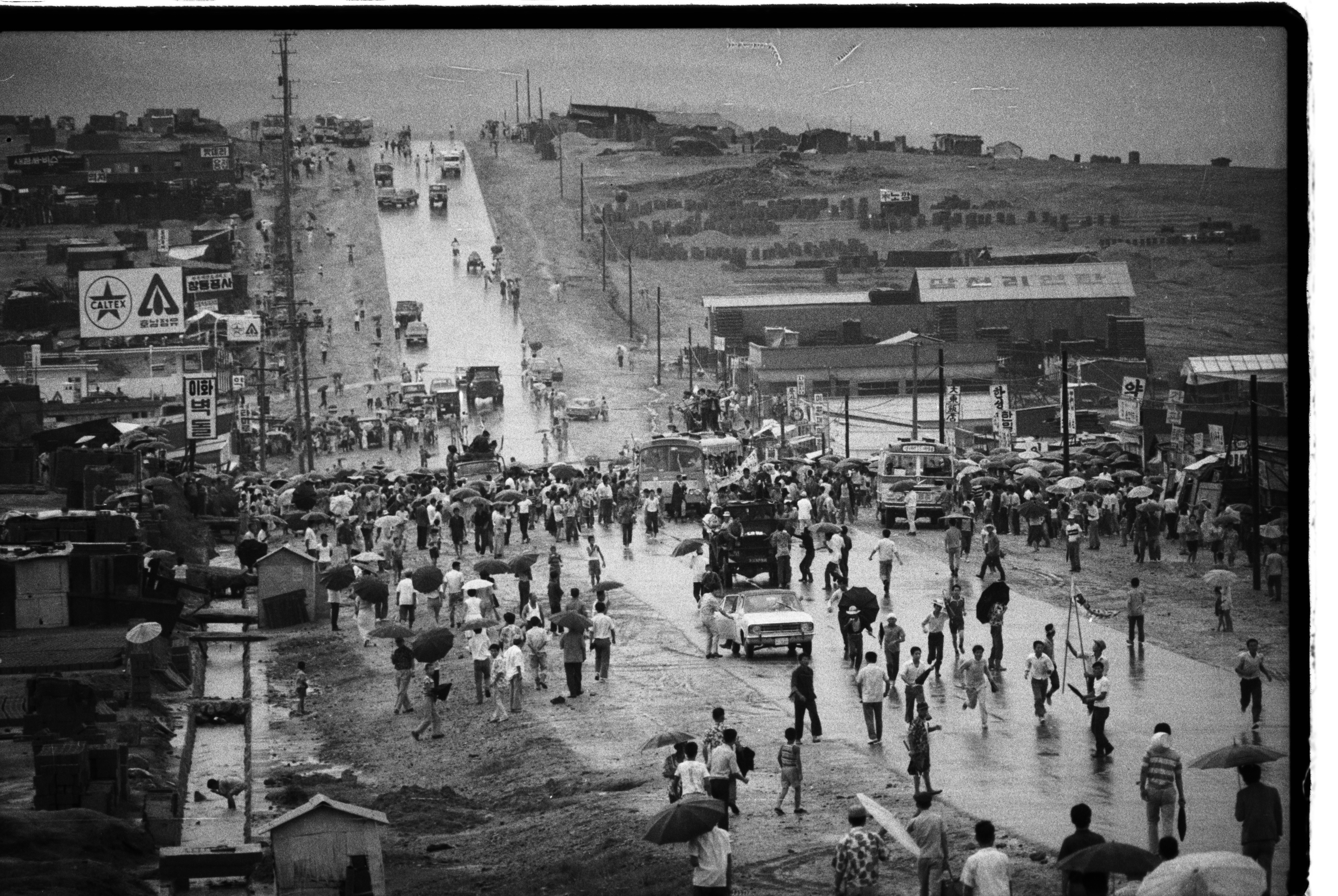
농성 현장

1971년 7월 7일에 이주민들에게 처음 약속한 평당 2,000원으로 불하했던 땅 값을 평당 8,000원에서 최대 16,000원까지 대폭 올린 뒤 토지 대금을 일시불로 납입하라고 통지했고, 이는 입주민들의 분노를 폭발시키는 기폭제가 되었다.
정부와 서울특별시 당국은 비싼 분양가, 철거민 우선권이 무시되고 외지인들의 분양 증가, 땅 투기, 주변 지역 일자리 부족 등의 문제 해결과 정책의 시정, 생계수단의 마련 등 주민의 절박한 요구를 번번이 묵살했다. 8월 10일에 5만 명의 이주민이 경기도 성남출장소 앞에 집결했다. 이들은 박정희 정부를 향해 무상분양 및 분양가 인하, 세금감면, 공장과 상가 등의 건설, 작업장 알선, 주민 구호사업 추진 등을 요구하면서 성남출장소에 불을 질렀고, 출장소 소속 기물과 차량을 파괴했다.
같은 날에 최고책임자인 서울시장이 주민과의 대화 약속마저 일방적으로 어기자 이에 격분한 주민들은 도시를 점령 지역 내 토지 불하 가격 인하, 취득세 감면, 세금 부과 연기, 긴급 구호 대책 마련, 취역장 알선 등을 요구하며 도시를 점령하였다. 시위대가 수만 명으로 증가하자 내무부와 서울시는 700~800여 명의 경찰 기동타격대를 광주대단지로 투입했으나, 이들의 소요사태를 진압하는 데 실패하고 말았다. 참다 못한 시민 일부는 버스를 대절해 서울로 올라와 집단으로 항의 시위를 벌였다.
사건을 보고받은 중앙 정부는 행정안전부 차관과 경기도지사를 현장으로 파견해 이주민들의 요구를 전폭적으로 수용한 것은 물론, 주민대표에게 정식 사과하고 이주민들의 화를 달랬으며, 8월 12일에 서울시장이 방송 담화를 통해 이주단지의 성남시 승격과 함께 주민의 요구를 무조건 수용할 것을 약속함으로써 시민들이 자진 해산한 끝에 사태는 3일만에 최종 진정되었다.

## 평가
1960년대의 산업화와 도시화 그리고 그에 따른 농업의 해체와 실업문제 등 자본주의 사회의 구조적 허점인 도시빈민문제를 드러낸 사건이었다는 평가가 많다. 정부와 서울특별시의 일방적인 행정행위에 대한 저항이었다는 평가도 있다.

## 영향
전태일 사건 이후 학생들은 "대학생들은 노동운동을 학생운동과 결부시켜 추진하자!"고 주장하게 되었고, 광주 대단지 사건이 일어나자 학생운동권을 고무시켰다. 8월 10일에 광주 대단지 사건이 일어나자 서울대학교 법대생들은 "이제 민중은 과거의 체념과 좌절을 딛고 민중의 새로운 역사를 창조하기 시작하였다. ...(이하 중략)... 5적의 횡포, 매판대기업의 횡포, 외국자본의 횡포, 조세의 황포에 항거하기 시작하였다."라고 선언하였다.
서울로 계속 유입되는 인구를 차단하려 서울 이주를 제한하자던 전직 서울시장 윤치영의 주장이 다시 사회일각에서 제기되었다가, 사건 이후 언급되지 않게 되었다.

## 같이 보기
- 제4공화국
- 박정희
- 윤치영
- 김현옥
- 양택식

## 참고 및 관련 자료
- 송건호, 《송건호전집 1》 (한길사, 2002)
- 조희연, 《박정희와 개발독재시대》 (역사비평사, 2007)
- 강준만, 한국현대사산책:1970년대편 1권 (인물과사상사, 2006)
- 김동춘 (2011). “1971년 8‧10 광주대단지 주민항거의 배경과 성격”. 《공간과 사회》 21 (4): 5-33. 2019년 7월 2일에 원본 문서 (pdf)에서 보존된 문서. 2019년 7월 2일에 확인함.
- 임미리 (2013년 5월 5일). “경기동부연합의 기원과 형성, 그리고 고립” (PDF). 《기억과 전망》 (28). 2020년 5월 7일에 원본 문서 (pdf)에서 보존된 문서. 2019년 7월 2일에 확인함.
- 임미리 (2012년 5월 5일). “1971년 광주대단지 사건의 재해석: 투쟁 주체와 결과를 중심으로” (pdf). 《기억과 전망》 (26).